# 上田駅

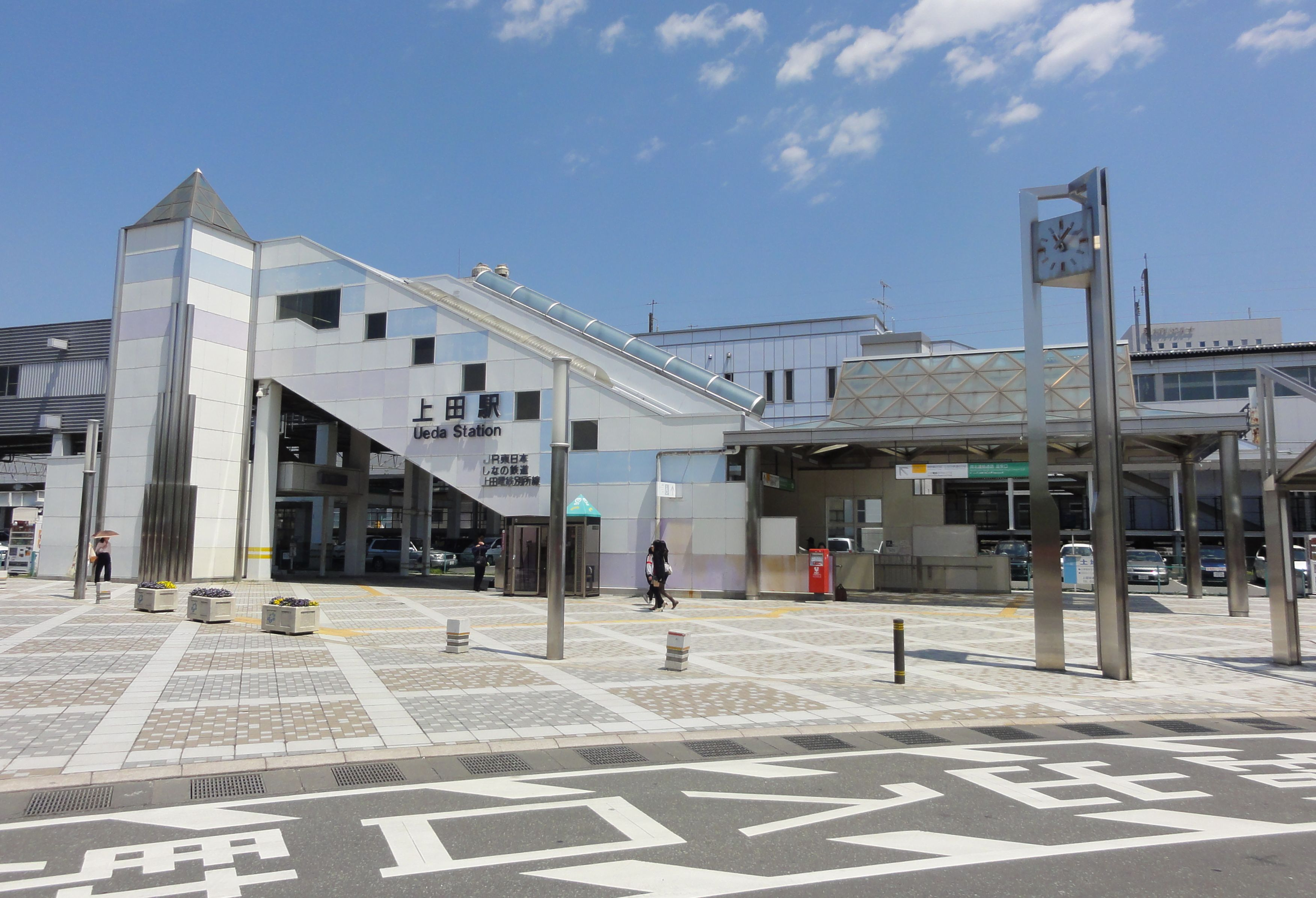
温泉口（2012年5月）

上田駅（うえだえき）は、長野県上田市天神一丁目にある、東日本旅客鉄道（JR東日本）・しなの鉄道・上田電鉄の駅である。
JR東日本の北陸新幹線、しなの鉄道のしなの鉄道線、上田電鉄の別所線の3路線が乗り入れ、そのうち別所線は当駅が起点となっている。事務管コードは▲510203を使用している。

## 歴史
- 1888年（明治21年）
  - 8月15日：官設鉄道 長野駅 - 当駅間の開業に伴い、終着駅として開業[5]。
  - 12月1日：官設鉄道 当駅 - 軽井沢駅間の延伸開業に伴い、途中駅となる。
- 1909年（明治42年）10月12日：国有鉄道線路名称の制定に伴い、当駅を含む高崎駅 - 新潟駅間が信越線（しんえつせん）と命名される。
- 1914年（大正3年）6月1日：当駅を含む高崎駅 - 新潟駅間を信越本線と改称。
- 1924年（大正13年）8月15日[3]：上田温泉電軌の千曲川鉄橋が開通[6]。同社青木線 当駅 - 三好町駅間の開業に伴い、同線の起点駅となる[6]。
- 1927年（昭和2年）11月20日：上田温泉電軌北東線 当駅 - 伊勢山駅間の開業に伴い、同線の起点駅となる。
- 1938年（昭和13年）7月25日：上田温泉電軌青木線の一部廃止に伴い、当駅 - 上田原駅間を川西線に改称。
- 1939年（昭和14年）
  - 3月19日：上田温泉電軌川西線を軌道法による軌道から地方鉄道法による鉄道に変更し、別所線に改称。北東線を菅平鹿沢線に改称。
  - 8月30日：上田温泉電軌が上田電鉄に社名変更[6]。
- 1943年（昭和18年）10月21日：上田電鉄が丸子鉄道と合併し、上田丸子電鉄に社名変更[7]。
- 1947年（昭和22年）10月12日：上田市内に昭和天皇の戦後巡幸。高田駅発、当駅着のお召し列車が運行[8]。
- 1949年（昭和24年）6月1日：日本国有鉄道（国鉄）が発足。
- 1950年（昭和25年）11月：駅舎を改築[9]。
- 1955年（昭和30年）8月8日：上田丸子電鉄菅平鹿沢線の駅が電鉄上田駅として独立し、改札が分離。
- 1960年（昭和35年）4月1日：上田丸子電鉄菅平鹿沢線を真田傍陽線に改称。
- 1963年（昭和38年）6月21日：当駅を含む信越本線 軽井沢駅 - 長野駅間が電化（直流1500 V）。
- 1968年（昭和43年）10月1日：みどりの窓口を設置。
- 1969年（昭和44年）
  - 5月31日：上田丸子電鉄が上田交通に社名変更[10]。
  - 9月25日：信越本線 当駅 - 西上田駅間が複線化。
- 1972年（昭和47年）
  - 2月19日：上田交通真田傍陽線の廃止に伴い、電鉄上田駅が廃止。改札が再び共用となる。切符販売は上田駅にて乗り換えのみ継続となった[11]。
  - 9月30日：信越本線 大屋駅 - 当駅間が複線化。
- 1985年（昭和60年）3月1日：国鉄の貨物の取り扱いを廃止[12]。
- 1986年（昭和61年）
  - 11月1日：（新聞紙を除く）荷物の扱いを廃止[12]。
- 1987年（昭和62年）4月1日：国鉄分割民営化により、国鉄の駅はJR東日本の駅となる[12]。
- 1992年（平成4年）3月25日：南北自由通路が完成[新聞 1]。
- 1993年（平成5年）
  - 7月2日：新しい跨線橋に切り替え[新聞 2]。
  - 10月1日：下りホームを新設ホームに移転[新聞 2]。
- 1994年（平成6年）
  - 2月：上りホームを旧下りホームに移転[新聞 2]。
  - 12月3日：信越本線の駅舎を橋上駅舎化[新聞 3]。
- 1997年（平成9年）
  - 月日不詳：上田駅前整備事業を開始。
  - 10月1日：北陸新幹線高崎駅 - 長野駅間が開業[新聞 4]。信越本線の軽井沢駅 - 篠ノ井駅間をJR東日本からしなの鉄道に移管し、しなの鉄道線に改称[新聞 5]。JR東日本の駅は北陸新幹線の所属駅となる。
- 1998年（平成10年）
  - 3月29日：上田交通別所線の駅舎を高架化（南北自由通路に接続）[13]。再度改札が分離される。
  - 9月30日：上田交通別所線の上田駅付近高架工事が完成。
- 1999年（平成11年）5月20日：北陸新幹線改札口に自動改札機を設置し、供用を開始[14]。
- 2003年（平成15年）12月：駅前再開発ビル「パレオ」が完成し、上田駅前整備事業が終了。総事業費約160億円（うち市負担は約90億円）。北側出入口がお城口、南側出入口が温泉口となった。お城口にペデストリアンデッキ設置。
- 2005年（平成17年）10月3日：上田交通の鉄道部門が上田電鉄として独立し、別所線が同社に移管される。
- 2007年（平成19年）3月18日：JR東日本新幹線・特急列車禁煙化に伴い、新幹線ホーム上に喫煙ルームを設置。
- 2008年（平成20年）12月22日：しなの鉄道の1・2番線ホーム、3番線ホームに向かうエレベーターが使用を開始。
- 2010年（平成22年）7月30日：映画「サマーウォーズ」の主題歌で山下達郎の楽曲「僕らの夏の夢」が上田電鉄別所線の発車メロディとして使用が開始される。
- 2015年（平成27年）4月7日：駅構内に水戸岡鋭治デザインの垂れ幕や暖簾の掲出を完了する[新聞 6]。
- 2016年（平成28年）3月26日：新幹線でSuica FREX/FREXパルが利用できるようになる[報道 1]。
- 2019年（令和元年）
  - 9月30日：びゅうプラザの営業を終了[15]。
  - 10月13日：前日に発生した令和元年東日本台風の影響により、しなの鉄道の当駅 - 田中駅間、上田電鉄の全線で運休となる。
  - 10月15日：上田電鉄が当駅 - 下之郷駅間でバスによる代行輸送を開始（11月16日に区間が当駅 - 城下駅間に短縮）。
  - 10月23日：しなの鉄道がバスおよび北陸新幹線による代行輸送を開始。
  - 11月15日：しなの鉄道が全線での運転を再開。
- 2020年（令和2年）3月14日：新幹線eチケットサービスを開始[報道 2]。
- 2021年（令和3年）
  - 3月13日：タッチでGo!新幹線のサービスを開始[報道 3]。
  - 3月28日：上田電鉄の当駅 - 城下駅間が復旧し、全線での運転を再開。
- 2023年（令和5年）6月12日：しなの鉄道上田駅構内の電留線で入換作業中のSR1系電車が脱線。当駅を含む田中 - 戸倉間が14日まで運休[16][17]。
- 2026年（令和8年）春：しなの鉄道線でICカード「Suica」の利用が可能となる（予定）[報道 4]。

## 駅構造
地上1階にJR東日本新幹線の出改札があり、地上2階の南北自由通路を兼ねた橋上駅舎にしなの鉄道と上田電鉄の出改札がある。
市街地側の北口は「お城口」、別所温泉側の南口は「温泉口」と呼ばれる。「お城口」は蔵をイメージしたデザインとなっており、夜には上田市ゆかりの真田家の家紋「六文銭」が間接照明で照らされる。お城口下部の黒いなまこ壁は当初モルタル仕上げとする予定であったが、市民から1億5000万円の寄付金が集まり黒御影石を貼り合わせたものとなった。

### JR東日本
相対式ホーム2面2線を有する高架駅である、3階に位置する。北陸新幹線の軽井沢駅 - 長野駅間における唯一の高架駅である。待避線がないため開業当初から可動式安全柵を装備している。この可動式安全柵は初めは8両編成が設置されたが、のちに12両編成分に拡張された。当初計画では島式2面4線とする案もあったが、開業後の需要予測から軽井沢と長野の待避設備で対応可能と判断され、現在の相対式2面2線となった。
直営駅で、自動改札機（モバイルSuica用リーダ・ライタ付属）が設置されている。乗車券類はみどりの窓口、みどりの窓口内指定席券売機、同えきねっと券売機、みどりの窓口横タッチパネル式自動券売機で購入することができる。
ホームに向かうエレベーター、エスカレーターが設置されている。2007年（平成19年）3月からのJR東日本新幹線・特急列車禁煙化に伴い、ホーム上に喫煙ルームが設けられた。
駅構内に待合室・自動体外式除細動器（AED）がある。改札内に売店NewDaysミニ上田1号がある（改札外のNewDaysミニ上田2号は閉店）。トイレは改札内にある。
物販などの駅ナカ事業はJR東日本連結子会社のステーションビルMIDORIが行っている（タリーズコーヒー上田店、信濃の風 上田店〈土産物など〉、ほほえみタウン「Yew」〈飲食店テナントビル〉）。

#### のりば
| 番線 | 路線       | 方向 | 行先                       |
| ---- | ---------- | ---- | -------------------------- |
| 1    | 北陸新幹線 | 上り | 高崎・大宮・東京方面       |
| 2    | 北陸新幹線 | 下り | 長野・富山・金沢・敦賀方面 |

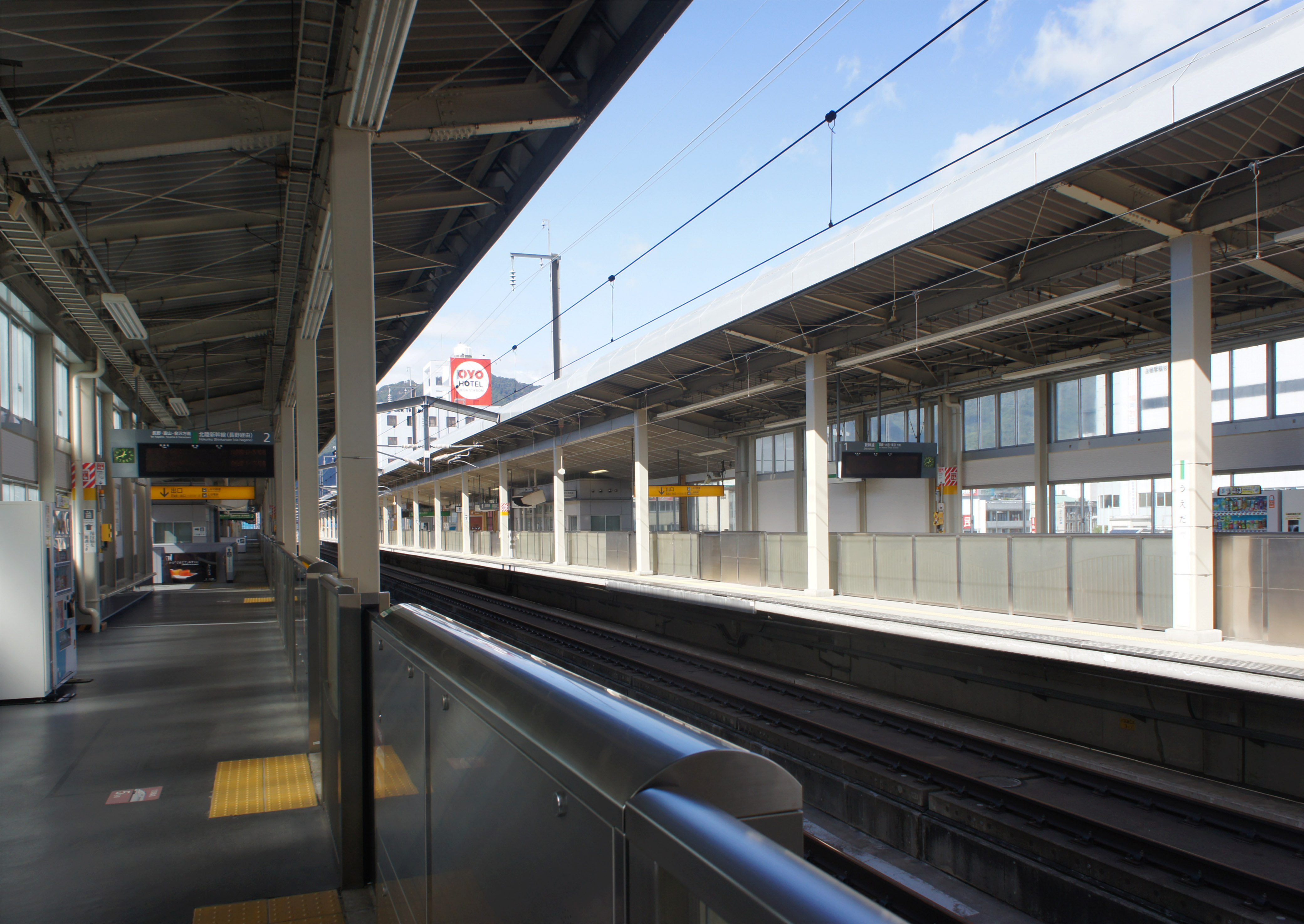
新幹線ホーム（2021年10月）
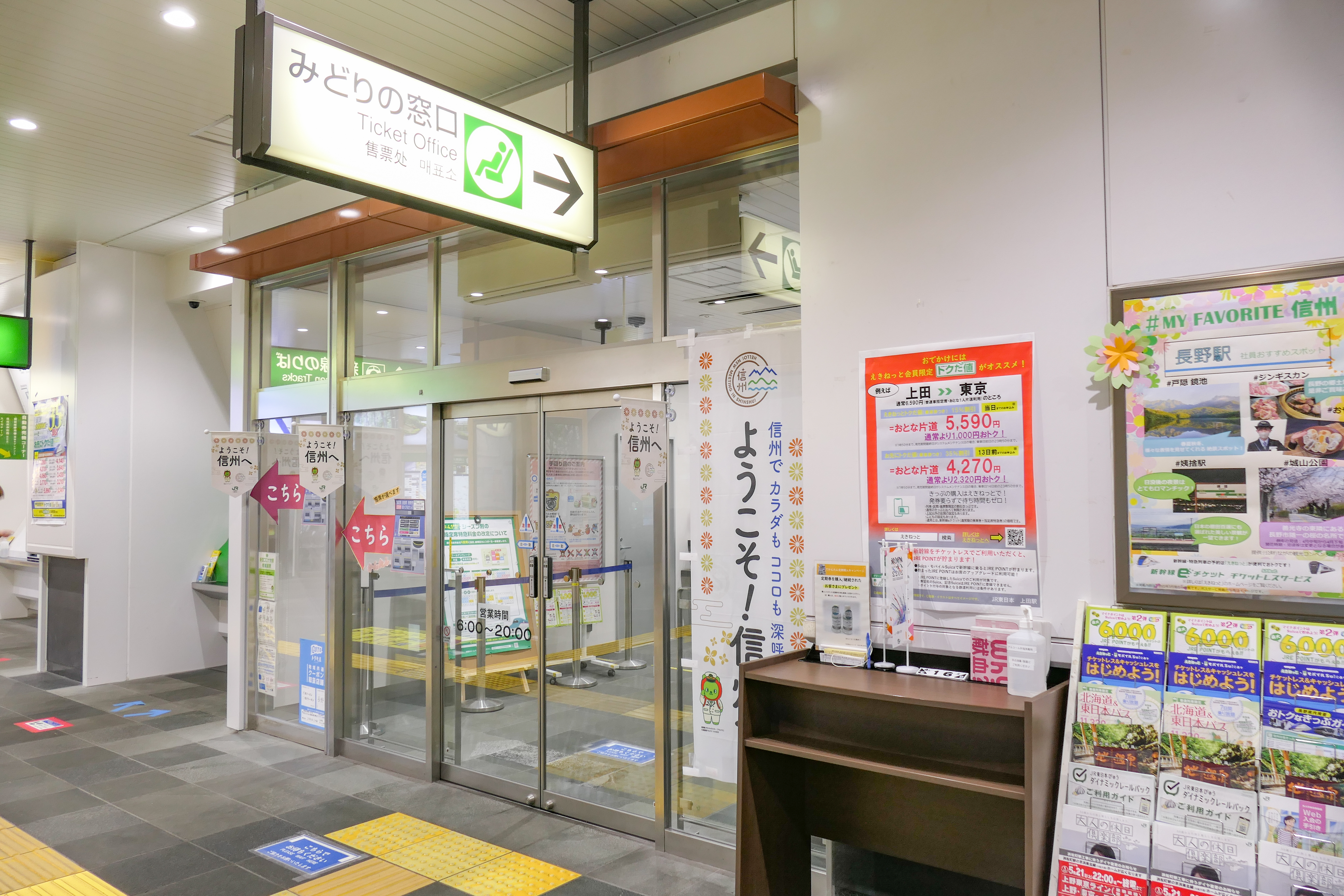
みどりの窓口（2022年4月）

### しなの鉄道
相対式ホーム（下り本線）と島式ホーム（中線と上り本線）の2面3線を持つ地上駅である。相対式ホームは北陸新幹線建設にあわせて新設されたものであり、島式ホームはかつての下り本線と中線ホームであるので、両者は高さや構造が違っていたが、島式ホームは嵩上げ工事を行い、同一の高さとなった。
終日社員配置駅。乗車券類は出札窓口、窓口横自動券売機で購入できる。また窓口横にはしなの鉄道関連グッズなどを販売するコーナー（売店）がある。駅構内に待合室、コインロッカー、真田幸村グッズなどの土産コーナーなどがある。待合室には藤城清治の影絵作品が展示されている。トイレは改札内のみ。2008年（平成20年）12月より、1・2番線ホーム、3番線ホームに向かうエレベーターの使用を開始した。2019年（平成31年）2月には本改札の隣のコンコースにセブン-イレブンがオープンした。
新幹線工事の際（JR信越本線時代）に線路が全体的に南側に移転となりその際、1番線がかつての2番線、2番線がかつての3番線、3番線は留置線を転用する形で新設された。
発車メロディは現在存在せず、発車ベルが使用されている。また、以前の発車メロディは東洋メディアリンクス製で信越本線時代からの発車メロディをそのまま利用していた。1番線が「Water Crown」、2番線が「Gota del Vient」、3番線が「Cielo Estrellado」。なお、さらに前は全ホームで「Water crown」の短縮版を使用していた。ただし、ワンマン運転の場合は発車メロディは取り扱わず車両側の発車ベルが用いられる。
原則として上りは1番線、下りは3番線を使用する。2番線は当駅始発の長野方面の列車と、普通列車への接続を行う「しなのサンセット号」、観光列車「ろくもん」2号が使用している。

#### のりば
| 番線 | 路線          | 方向 | 行先       | 備考     |
| ---- | ------------- | ---- | ---------- | -------- |
| 1    | ■しなの鉄道線 | 上り | 軽井沢方面 |          |
| 2    | ■しなの鉄道線 | 下り | 長野方面   | 当駅始発 |
| 3    | ■しなの鉄道線 | 下り | 長野方面   |          |

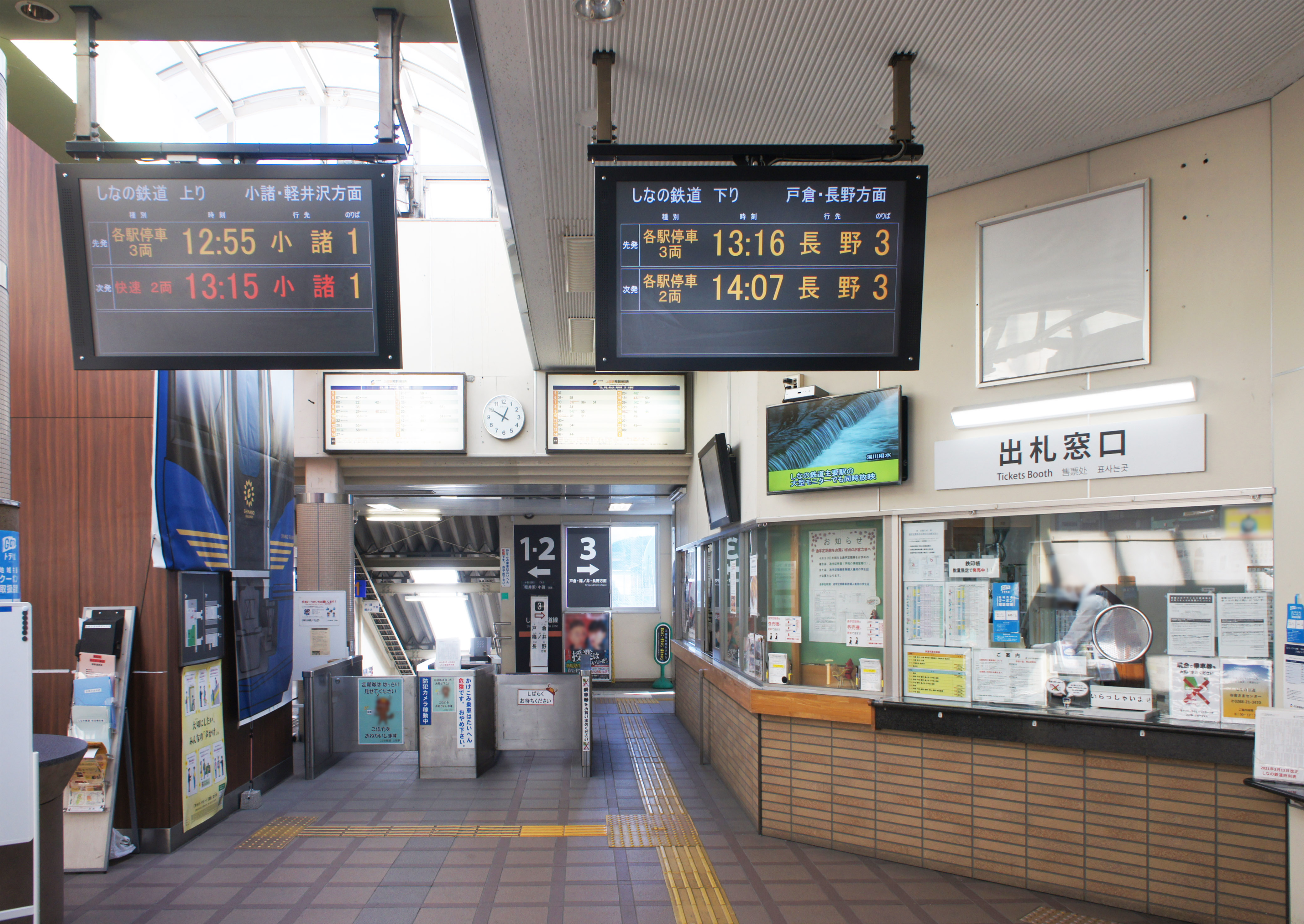
しなの鉄道改札口（2021年10月）
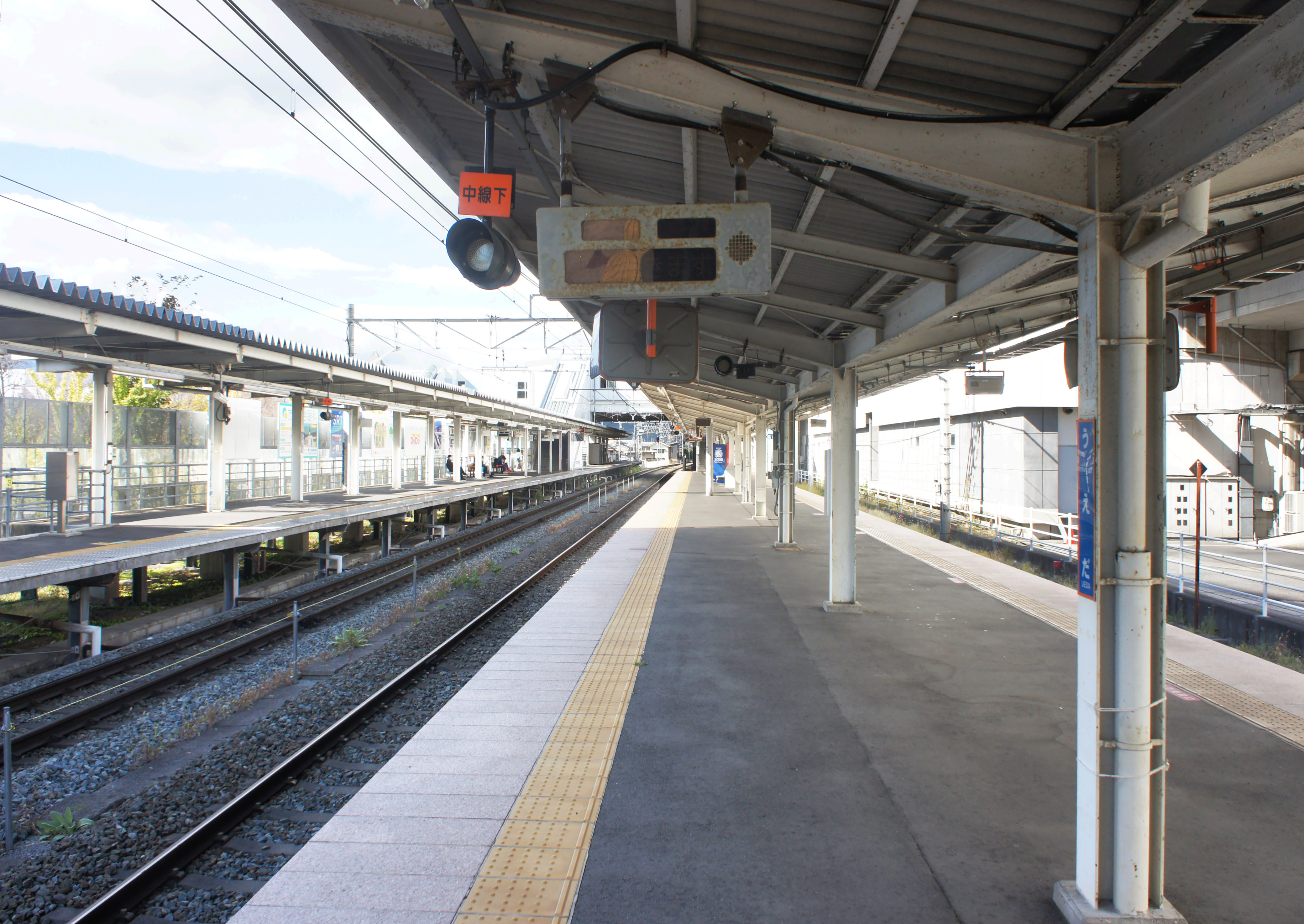
しなの鉄道ホーム（2021年10月）

### 上田電鉄
駅番号はBE01。単式ホーム1面1線を有する高架駅である。新幹線開業後の1998年（平成10年）3月に、地上駅から高架駅になった。駅員配置駅で出札窓口、自動券売機、待合室がある。出札窓口では企画・記念乗車券や上田電鉄グッズのほか硬券乗車券の販売も行っている。また、別所線の定期券に加え、上田バスの定期券・回数券の取り扱いも行っている。改札内にトイレがある。
高架化以前は、JR（現：しなの鉄道）のホームと同位置にホームがあり、連絡橋を渡る形で乗り換えができたが、1998年（平成10年）3月に高架化され、ホームは長野側（別所線下り側）に移動している。また構内には別所線の車両基地・留置線もあったが、高架化に伴い車両基地機能は下之郷駅構内に統合されている。高架化後は留置線・側線を持たない棒線駅となっており、車両の留置はできない。ホームの壁にはかつて別所線において運用されていた「丸窓電車」の丸窓をモチーフにした円形のはめ殺し窓が配されている。高架化以来待合室に隣接しておぎのやがあり、立ち食いそばと峠の釜めしの販売を行っていたが、2013年（平成25年）2月に閉店した。おぎのや売店があったスペースにはコインロッカーと上田電鉄のイメージキャラクターをデザインした自動販売機が設置された。また、駅事務室に隣接して上田交通不動産情報コーナーがあったがその後閉鎖され、2015年（平成27年）9月に同コーナー跡に焼き鳥店が開店したほか、新たに自動販売機コーナーも設けられた。高架化以前の旧駅敷地は上田交通経営の駐車場となっている。

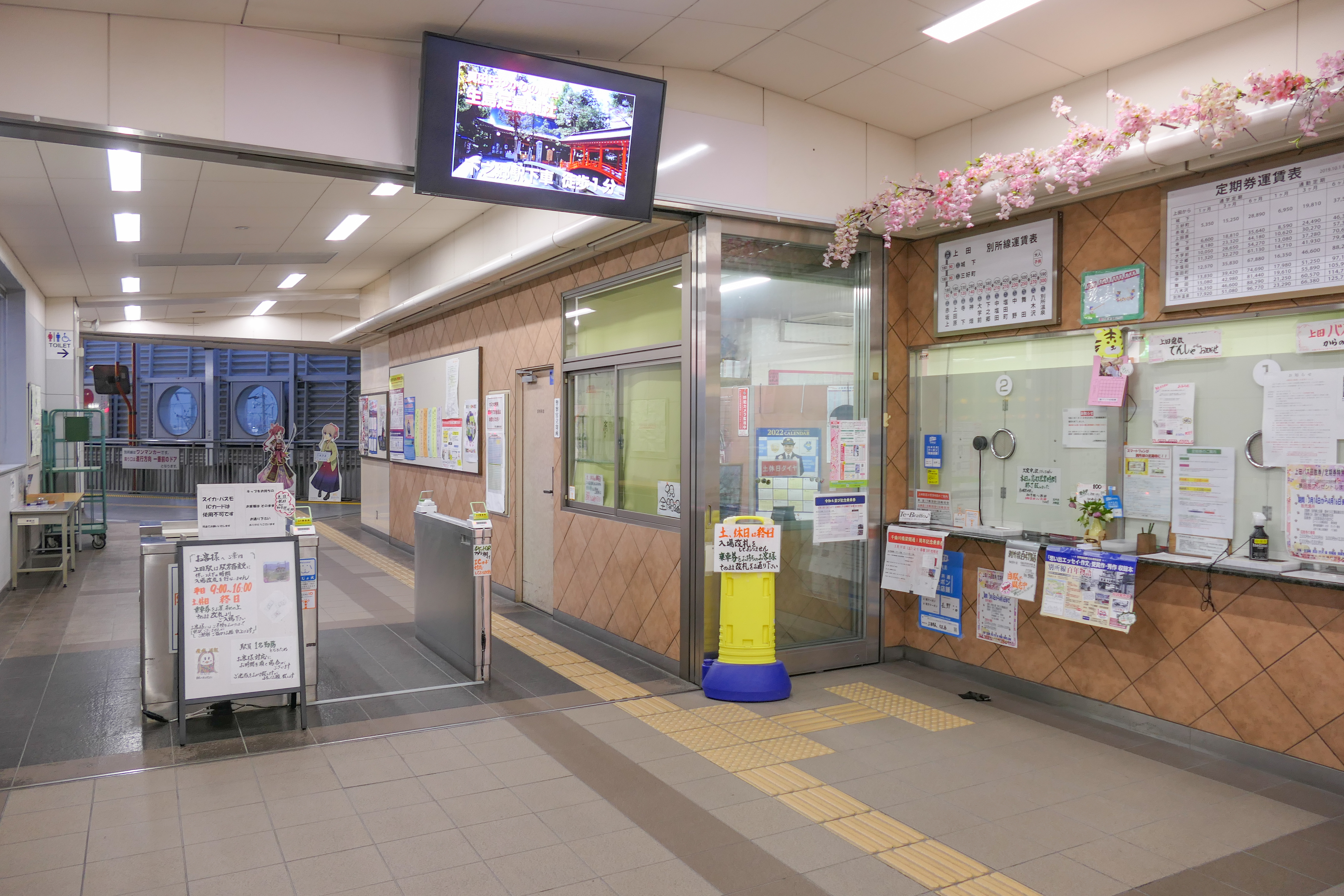
改札口（2022年4月）
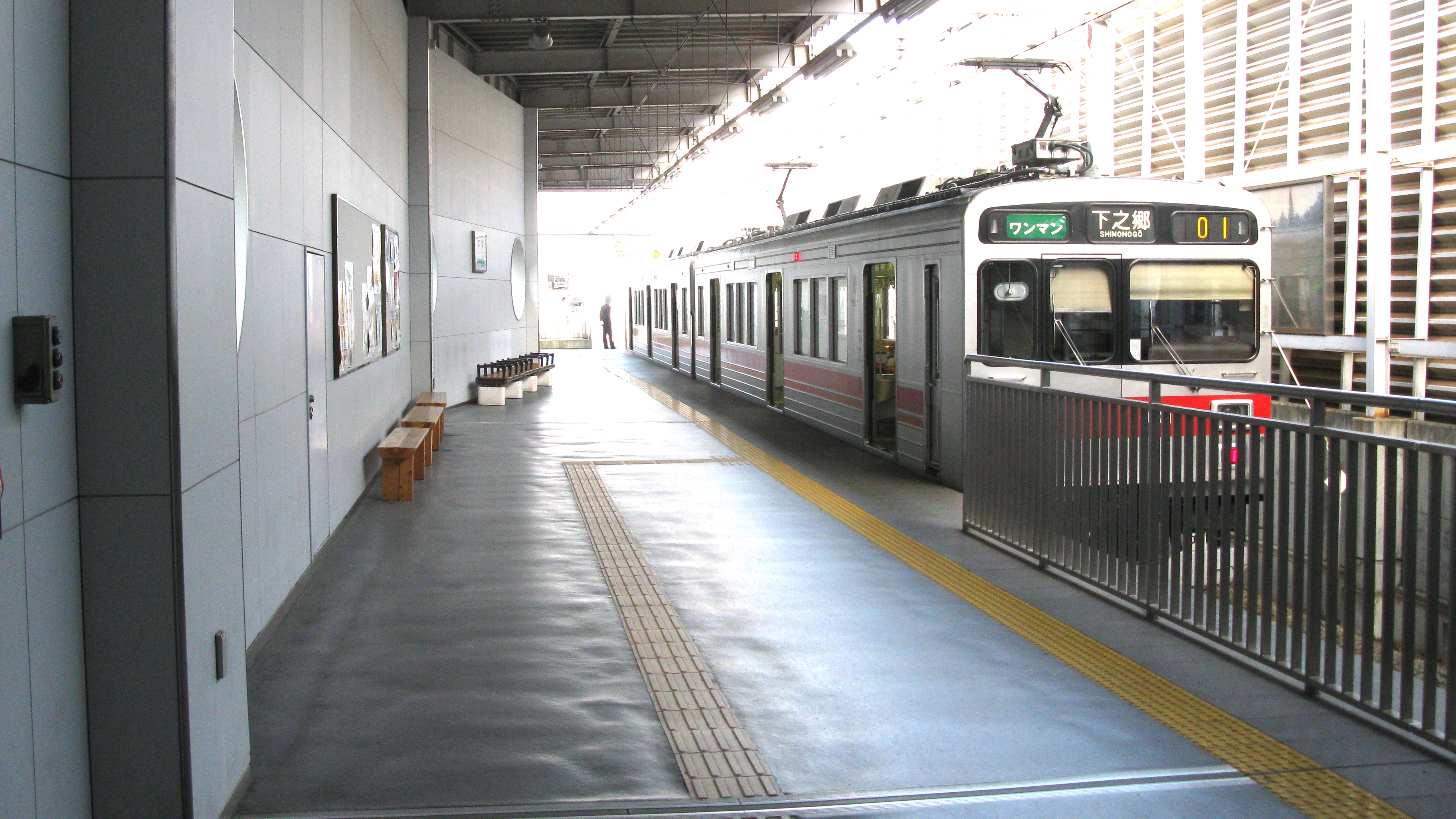
上田電鉄ホーム（2011年9月）

#### 真田傍陽線
1927年（昭和2年）11月に、現在の上田駅の高架下、タリーズコーヒーやからあげセンターが出店している付近に駅が設置されていた。
完成時には丸屋根の車庫を備え、2面のうち1面を留置専用、もう1面を乗降車用としたホームを持っていた。さらにホームの先には留置線が配置され、電車区と貨物駅を兼ねた構造だった。信越本線と真田傍陽線との連絡は、東京方面が降車後そのまま歩いて連絡、長野・松本・直江津・別所温泉・青木・西丸子方面は連絡橋を渡る仕組みになっていた。
1953年（昭和28年）に上田丸子電鉄の本社ビルが完成すると、本社側にもホームが完成し2面2線となり、1955年（昭和30年）8月には電鉄上田駅としてリニューアル。別所線・西丸子線の切符も販売し改札も独自のものを使うようになった。また、本社前には東急バスの渋谷駅行きの特急バスが停車し、結構にぎわっていたという。
駅の廃止後は広い構内に東急インが建設され、線路敷は駅レンタカーの営業所に転用されたが、新幹線の上田駅が建設されて現在の形となった。
現在でも架線柱の跡が残っており、当時を偲ばせる貴重な遺構となっている。

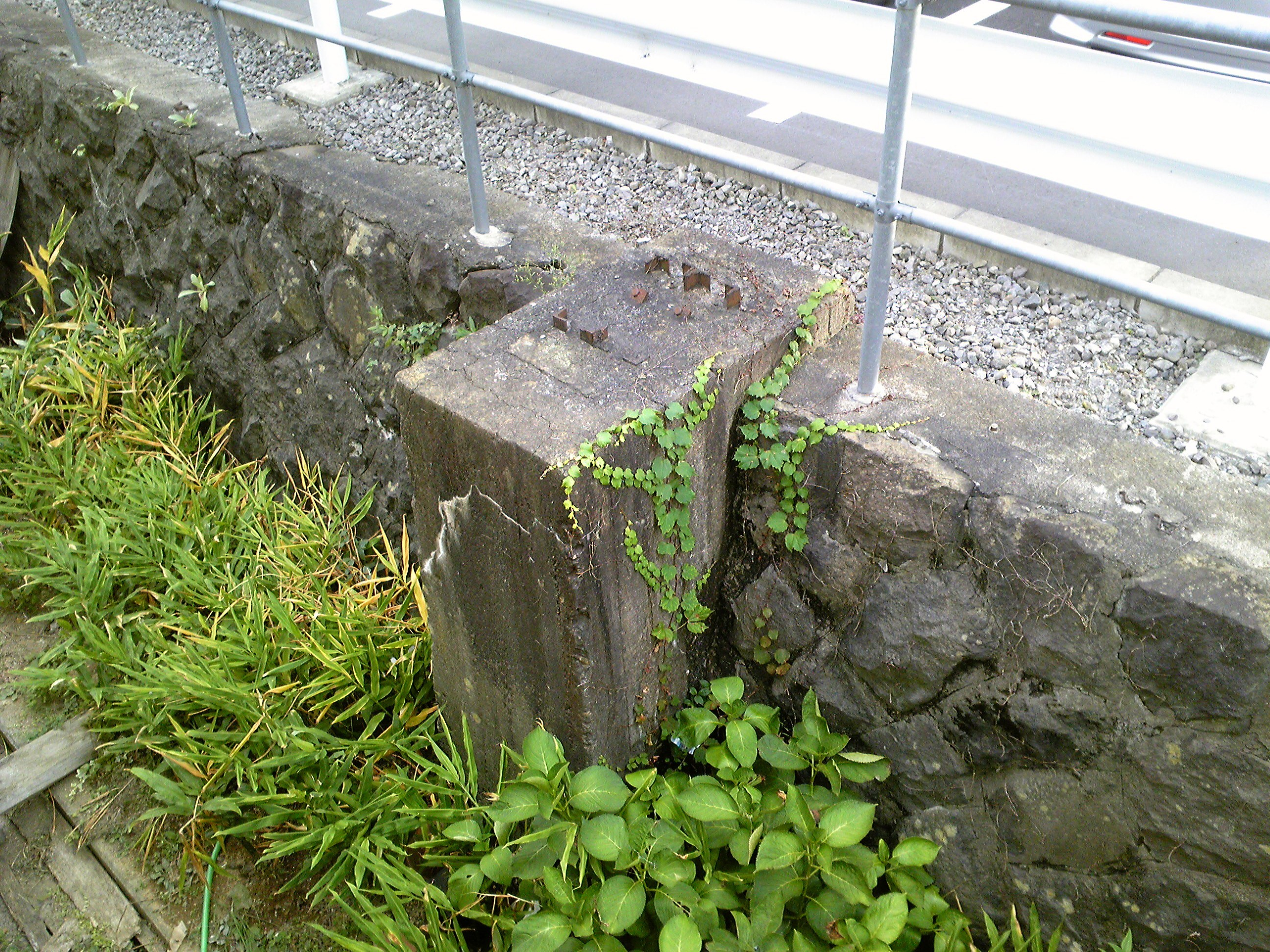
現在の上田駅駐車場付近に残る架線柱跡

## 利用状況

### JR東日本
2023年度（令和5年度）の1日平均乗車人員は2,571人である。
2000年度（平成12年度）以降の推移は以下のとおりである。なお、括弧内はJR東日本集計の「各駅の乗車人員」における数値である。
| 1日平均乗車人員推移（JR東日本） | 1日平均乗車人員推移（JR東日本） | 1日平均乗車人員推移（JR東日本） | 1日平均乗車人員推移（JR東日本） | 1日平均乗車人員推移（JR東日本） | 1日平均乗車人員推移（JR東日本） |
| 年度                            | 定期外                          | 定期                            | 合計                            | 前年度比                        | 出典                            |
| ------------------------------- | ------------------------------- | ------------------------------- | ------------------------------- | ------------------------------- | ------------------------------- |
| 2000年（平成12年）              |                                 |                                 | 2,760                           |                                 | [ JR 1 ]                        |
| 2001年（平成13年）              |                                 |                                 | 2,777                           |                                 | [ JR 2 ]                        |
| 2002年（平成14年）              |                                 |                                 | 2,738                           |                                 | [ JR 3 ]                        |
| 2003年（平成15年）              |                                 |                                 | 2,763                           |                                 | [ JR 4 ]                        |
| 2004年（平成16年）              |                                 |                                 | 2,743                           |                                 | [ JR 5 ]                        |
| 2005年（平成17年）              |                                 |                                 | 2,779                           |                                 | [ JR 6 ]                        |
| 2006年（平成18年）              |                                 |                                 | 2,864                           |                                 | [ JR 7 ]                        |
| 2007年（平成19年）              |                                 |                                 | 2,877                           |                                 | [ JR 8 ]                        |
| 2008年（平成20年）              |                                 |                                 | 2,791                           |                                 | [ JR 9 ]                        |
| 2009年（平成21年）              |                                 |                                 | 2,694                           |                                 | [ JR 10 ]                       |
| 2010年（平成22年）              |                                 |                                 | 2,550                           |                                 | [ JR 11 ]                       |
| 2011年（平成23年）              |                                 |                                 | 2,585                           |                                 | [ JR 12 ]                       |
| 2012年（平成24年）              | 2,343 (2,325)                   | 356 (356)                       | 2,699 (2,681)                   |                                 | [ JR 13 ] [ 新 2 ]              |
| 2013年（平成25年）              | 2,442 (2,447)                   | 379 (379)                       | 2,821 (2,826)                   |                                 | [ JR 14 ] [ 新 3 ]              |
| 2014年（平成26年）              | 2,438 (2,440)                   | 364 (364)                       | 2,803 (2,805)                   |                                 | [ JR 15 ] [ 新 4 ]              |
| 2015年（平成27年）              | 2,503 (2,499)                   | 360 (360)                       | 2,864 (2,860)                   |                                 | [ JR 16 ] [ 新 5 ]              |
| 2016年（平成28年）              | 2,584 (2,568)                   | 352 (352)                       | 2,936 (2,921)                   |                                 | [ JR 17 ] [ 新 6 ]              |
| 2017年（平成29年）              | 2,464 (2,462)                   | 377 (377)                       | 2,841 (2,839)                   |                                 | [ JR 18 ] [ 新 7 ]              |
| 2018年（平成30年）              | 2,491                           | 386                             | 2,877                           |                                 | [ 新 8 ]                        |
| 2019年（令和元年）              | 2,296 (2,314)                   | 461 (461)                       | 2,758 (2,776)                   |                                 | [ JR 19 ] [ 新 9 ]              |
| 2020年（令和02年）              | 687 (703)                       | 404 (404)                       | 1,091 (1,107)                   | −60.4%                          | [ JR 20 ] [ 新 10 ]             |
| 2021年（令和03年）              | 1,001 (1,015)                   | 426 (426)                       | 1,428 (1,442)                   | 30.8%                           | [ JR 21 ] [ 新 11 ]             |
| 2022年（令和04年）              | 1,631 (1,643)                   | 480 (480)                       | 2,112 (2,124)                   | 47.9%                           | [ JR 22 ] [ 新 12 ]             |
| 2023年（令和05年）              | 2,064 (2,072)                   | 507 (507)                       | 2,571 (2,579)                   | 122.1%                          | [ JR 23 ] [ 新 1 ]              |

### しなの鉄道
2023年度（令和5年度）の1日平均乗車人員は4,555人である。
2000年度（平成12年度）以降の推移は以下のとおりである。
| 乗車人員推移（しなの鉄道） | 乗車人員推移（しなの鉄道） | 乗車人員推移（しなの鉄道） |
| 年度                       | 1日平均 乗車人員           | 出典                       |
| -------------------------- | -------------------------- | -------------------------- |
| 2000年（平成12年）         | 6,630                      | [ 上 2 ]                   |
| 2001年（平成13年）         | 6,389                      | [ 上 2 ]                   |
| 2002年（平成14年）         | 6,279                      | [ 上 2 ]                   |
| 2003年（平成15年）         | 6,156                      | [ 上 2 ]                   |
| 2004年（平成16年）         | 6,101                      | [ 上 2 ]                   |
| 2005年（平成17年）         | 6,058                      | [ 上 3 ]                   |
| 2006年（平成18年）         | 6,014                      | [ 上 3 ]                   |
| 2007年（平成19年）         | 5,896                      | [ 上 3 ]                   |
| 2008年（平成20年）         | 5,781                      | [ 上 4 ]                   |
| 2009年（平成21年）         | 5,548                      | [ 上 4 ]                   |
| 2010年（平成22年）         | 5,427                      | [ 上 4 ]                   |
| 2011年（平成23年）         | 5,538                      | [ 上 4 ]                   |
| 2012年（平成24年）         | 5,586                      | [ 上 4 ]                   |
| 2013年（平成25年）         | 5,751                      | [ 上 5 ]                   |
| 2014年（平成26年）         | 5,493                      | [ 上 5 ]                   |
| 2015年（平成27年）         | 5,497                      | [ 上 5 ]                   |
| 2016年（平成28年）         | 5,542                      | [ 上 5 ]                   |
| 2017年（平成29年）         | 5,444                      | [ 上 5 ]                   |
| 2018年（平成30年）         | 5,368                      | [ 上 6 ]                   |
| 2019年（令和元年）         | 5,134                      | [ 上 7 ]                   |
| 2020年（令和02年）         | 3,641                      | [ 上 7 ]                   |
| 2021年（令和03年）         | 4,101                      | [ 上 7 ]                   |
| 2022年（令和04年）         | 4,403                      | [ 上 8 ]                   |
| 2023年（令和05年）         | 4,555                      | [ 上 1 ]                   |

### 上田電鉄
2022年度（令和4年度）の1日平均乗車人員は1,315人である。
2010年度（平成22年度）以降の推移は以下のとおりである。
| 乗車人員推移（上田電鉄） | 乗車人員推移（上田電鉄） | 乗車人員推移（上田電鉄） |
| 年度                     | 1日平均 乗車人員         | 出典                     |
| ------------------------ | ------------------------ | ------------------------ |
| 2010年（平成22年）       | 1,534                    |                          |
| 2011年（平成23年）       | 1,506                    |                          |
| 2012年（平成24年）       | 1,511                    |                          |
| 2013年（平成25年）       | 1,583                    |                          |
| 2014年（平成26年）       | 1,584                    |                          |
| 2015年（平成27年）       | 1,675                    |                          |
| 2016年（平成28年）       | 1,691                    | [ 県 2 ]                 |
| 2017年（平成29年）       | 1,661                    | [ 県 3 ]                 |
| 2018年（平成30年）       | 1,671                    | [ 県 4 ]                 |
| 2019年（令和元年）       | 1,372                    | [ 県 5 ]                 |
| 2020年（令和02年）       | 723                      | [ 県 6 ]                 |
| 2021年（令和03年）       | 1,091                    | [ 県 7 ]                 |
| 2022年（令和04年）       | 1,315                    | [ 県 1 ]                 |

## 駅弁
おぎのや、ひしや弁当店、松屋弁当店による駅弁の販売は2012年（平成24年）ごろまでに終了している。
2012年（平成24年）ごろまでは、主な駅弁として下記を販売していた。
- 峠の釜めし

2006年（平成18年）ごろまでは、主な駅弁として下記を販売していた。
- 信州の舞（大人の休日）
- おこわと山菜すしの道中べんとう
- すきやき弁当
- ソースかつ弁当
- 藤村の一膳めし
- お好み弁当
- 栗おこわ
- 真田御膳

## 駅そば

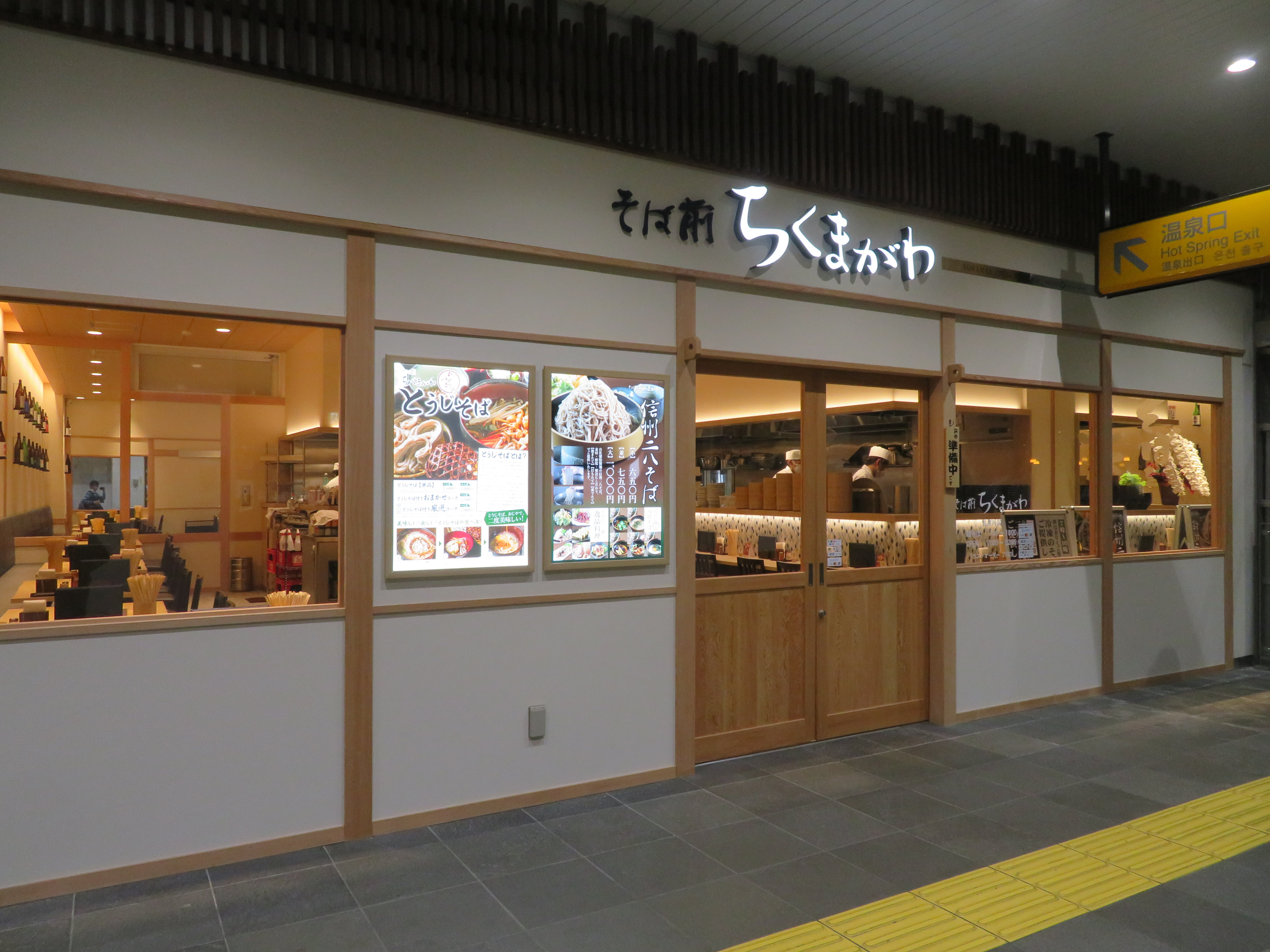
そば前「ちくまがわ」（2024年5月）

2024年（令和6年）5月2日に、JR東日本上田駅構内売店NewDaysミニ上田2号および駅そば「ちくま」（2021年〈令和3年〉8月31日閉店）の跡地（お城口側）に新たにそば屋「ちくまがわ」が開店した。

## 駅周辺

駅前広場の真田幸村騎馬像

### お城口
- 上田駅前ビル パレオ
- 上田ステイビル - Tabist 上田ステーションホテル（旧：ホテル上田ステイ）のほか、コンビニ、郵便局、飲食店、英会話教室などが入居している。
- 上田映劇（映画館）
- 上田城址公園[1]
- イオンスタイル上田
- 上田市役所[1]
- 池波正太郎真田太平記館
- ほほえみタウン「Yew」
- 松尾町商店街
- 東横イン上田駅前
- 上田駅前ロイヤルホテル
- 相鉄フレッサイン長野上田駅前
- 上田プラザホテル
- 飯島商店
- 日産レンタカー長野上田駅前店
- SBC信越放送
- 上田駅前交番
- 近畿日本ツーリスト
- 八幡屋人形センター
- ホテルルートイングランド上田駅前

### 温泉口
- アリオ上田[2]
  - 旧イトーヨーカドーアリオ上田店
- 上田警察署
- サントミューゼ（上田市交流文化芸術センター・上田市立美術館）
- うえだみなみ敬老園
- しなの鉄道本社 - 2002年（平成14年）に長野市から移転[2]
- 上田東急REIホテル
- 北天神町公園

## バス路線
| のりば               | 運行事業者   | 路線・行先 | 備考                                                                |
| お城口               | お城口       | お城口 | お城口                                                              |
| -------------------- | ------------ | --- | ------------------------------------------------------------------- |
| 1                    | 千曲バス     | - 鹿教湯線 - 青木線 - 室賀線 - 祢津線 - 武石線 - 高速 池袋・新宿線（千曲三線） - 高速 京都・大阪線（千曲川ライナー） - 特急 上田・松本線 - 信州上田・美ヶ原高原観光バス道の駅美ヶ原高原行き（季節運行） | 「上田・松本線」は主に土曜・日曜・国民の祝日のみ運行                |
| 2                    | 上田バス     | - 真田線 - 渋沢線 - 傍陽線 - 豊殿線 - 信州上田医療センター線 - 塩田線 - アリオ上田線 - 久保林線 |                                                                     |
| 3                    | 上田バス     | - 菅平高原線 - 特急 上田・草津温泉線 | 「上田・草津温泉線」は季節運行（2024年〈令和6年〉7月1日より休止中） |
| 3                    | JRバス関東   | 和田峠北線・長和町方面 |                                                                     |
| 4                    | 上田バス     | - 市内循環バス「赤バス」 - 市内循環バス「青バス」 |                                                                     |
| 4                    | 千曲バス     | 上田まちなか循環バス |                                                                     |
| 温泉口               |              | |                                                                     |
|                      | 青木村営バス | 上田駅線 - 青木バスターミナル方面 |                                                                     |
| 安曇野市乗合タクシー | 穂高駅方面   | 予約制 |                                                                     |

### 過去に運行していたバス路線
- 千曲バス
  - 県道川西線 - 2019年（令和元年）12月28日をもって廃止[30][31]
  - 佐久上田線 - 2021年（令和3年）9月30日をもって廃止[32]
- 川中島バス
  - 国道長野上田線
  - 県道長野上田線
- 松本電気鉄道（現在のアルピコ交通）
  - 松本上田線 - 松本駅から四賀の保福寺（ほうふくじ）、会吉（あいよし）を経て当駅まで来ていた。現在アルピコ交通バスは、松本バスターミナルから上田市の鹿教湯温泉まで運行している。鹿教湯温泉から上田駅までは千曲バスが運行し、両社のバスを乗り継ぐことで上田と松本をバスで行き来できる。乗り継ぎ乗車券も発売されているが、2009年（平成21年）12月からアルピコ交通バスの運行は平日のみ。2019年（令和元年）現在は休日を中心に直行バスが当駅と松本バスターミナルの間を運行。
- 信州観光バス
  - 「いで湯バス」- 2010年（平成22年）12月28日を最後に休止。
- トラビスジャパン - 新宿・京都・大阪方面

## その他
事務管コードは信越本線時代は▲411107を使用していた。

## 隣の駅
東日本旅客鉄道（JR東日本）
 北陸新幹線
佐久平駅 - 上田駅 - 長野駅
しなの鉄道
■しなの鉄道線
- 特別快速「しなのサンセット号」発着駅、特別快速「しなのサンライズ号」「軽井沢リゾート号」・観光列車「ろくもん」停車駅

□快速
大屋駅 - 上田駅 - （一部坂城駅） - 戸倉駅
■普通
信濃国分寺駅 - 上田駅 - 西上田駅
上田電鉄
■別所線
上田駅（BE01） - 城下駅（BE02）

### かつて存在した路線
上田交通
真田傍陽線
電鉄上田駅 - 公園前駅

### 記事本文